# Segura de los Baños
Segura de los Baños è un comune spagnolo di 40 abitanti situato nella comunità autonoma dell'Aragona.